# Les Animaux modèles
Les Animaux modèles, FP 111, es un ballet con música compuesta por Francis Poulenc entre 1940 y 1942. Fue el tercer y último ballet que compuso y se representó en la Ópera de París en 1942, con coreografía de Serge Lifar, quien también bailó en el estreno de 1942. Los temas del ballet están extraídos de las Fábulas de Jean de La Fontaine.

## Historia
Las secciones del ballet se basan en historias de las Fábulas de Jean de La Fontaine. Estos cuentos inspiraron obras de compositores franceses, desde Lully hasta Gounod, pasando por Offenbach y Saint-Saëns. Su título fue proporcionado por el poeta Paul Éluard, como lo había hecho para varias otras obras de Poulenc a petición suya.
Poulenc comenzó a trabajar en su ballet en 1940, completando una partitura para piano en septiembre de 1941 y orquestándola entre octubre de 1941 y junio de 1942. Escribió su propio guion para el ballet, haciendo que los distintos animales parecieran más humanos de lo habitual.En sus palabras, «el saltamontes se ha convertido en una bailarina envejecida, la hormiga en una vieja criada provinciana, el león amoroso en un proxeneta, la Muerte en una mujer elegante; una especie de duquesa con máscara». El comentarista Gérald Hugon observa:

[L]os diferentes estilos musicales se reúnen de manera deliciosa: escritura apasionada de "piano de cola" frente al vals-java del "chico malo" en Le Lion amoureux, el brío del can-can offenbachiano en L'Homme entre deux âges et ses deux maîtresses, giros de frase de Mussorgsky en La Mort et le Bûcheron y un préstamo deliberado de Capricho nº 24 de Paganini en Les Deux Coqs.

Hugon comenta que todas estas influencias son absorbidas por Poulenc y transformadas en su propio estilo.  En el momento del estreno, el amigo y colega de Poulenc, Arthur Honegger, escribió que «las personas que han influido en él –Chabrier, Satie, Stravinsky– están ahora completamente asimiladas. Al escuchar su música, uno piensa: es Poulenc».
La compañía para el estreno estuvo encabezada por Serge Lifar (quien también coreografió la obra) e Yvette Chauviré. París estaba bajo ocupación nazi, y los numerosos oficiales alemanes que se encontraban entre el público no se dieron cuenta de la desafiante incorporación por parte del compositor de la canción antialemana Vous n'aurez pas l'Alsace et la Lorraine en su partitura. Posteriormente, Poulenc redujo la partitura completa a una suite orquestal más corta.
Poulenc dedicó el ballet a la memoria de su amiga de la infancia Raymonde Linossier (1897-1930).

## Estructura
Ballet
La acción se desarrolla en la Borgoña rural, durante el siglo XVIII.
1. Petit jour (Amanecer): très calme
2. L'ours et les deux compagnons (El oso y los viajeros): très animé
3. La cigale et la fourmi ( La hormiga y el saltamontes): très allant
4. Le lion amoureux (El león enamorado): passionnément animé
5. L' homme entre deux âges et ses deux maîtresses (El hombre con dos amantes): prestissimo
6. La mort et le bûcheron (La muerte y el leñador): très lent
7. Le combat des deux coqs (La batalla de los dos gallos): très modéré
8. Le repas de midi (La hora del almuerzo).

Suite orquestal 
1. Petit jour: très calme
2. Le lion amoureux: passionnément animé.
3. L'homme entre deux âges et ses deux maîtresses: prestissimo
4. La mort et le bûcheron: très lent
5. Le combat des deux coqs: très modéré
6. Le repas de midi